# Rozlozsnik Pál
Rozlozsnik Pál (Bindtbánya, 1880. december 24. – Budapest, 1940. augusztus 24.) magyar geológus, paleontológus, bányamérnök, a Magyar Tudományos Akadémia levelező tagja.

## Élete és munkássága
A Selmecbányai Bányászati Akadémián szerzett bányamérnöki oklevelet. 1903-tól egészen haláláig a Földtani Intézet geológusaként munkálkodott, egy időre az intézet igazgatóhelyettesévé is kinevezték.  1923-tól több alkalommal ellátogatott az ajkai szénmedencébe és segítette az ottani bánya tevékenységét.
1910 és 1912 között a Bihar-hegységi vizsgálataival Szontagh Tamás és Pálfy Mór segítségével először mutatta ki a Kárpátokon belüli takarószerkezetet. 1912–15-ben először írta le a Gömör–Szepesi-érchegység paleozoikumát, 1915-ben pedig a Vepor-hegységi és a szepességi tektonikai takarószerkezeteket. 1917–18-ban felismerte a Bihar-hegység bauxitjait.
Fő érdeklődési területe a bányageológia volt. Többek között a Bihar-hegység és a Radnai-havasok, valamint a szlovákiai Dobsina és Aranyida bányageológiai viszonyait tanulmányozta. Ezen kívül részletes geológia felvételeket készített Ajka, Dorog, Tokod és Tatabánya barnaszéntelepeiről is. Az eocén kori nummulinákra vonatkozó őslénytani kutatásai is igen nagy jelentőségűek.
1927-ben a Magyar Tudományos Akadémia levelező tagjává választották.

## Főbb művei
- Aranyida bányageológiai viszonyai (Budapest, 1912)
- Az esztergomvidéki szénterület bányaföldtani viszonyai (Telegdi-Roth Károllyal és Schréter Zoltánnal, Budapest, 1922)
- Bevezetés a nummulinák ér assilinák tanulmányozásába (Budapest, 1924)
- Adatok Ajka vidékének geológiájához (a Magyar Királyi Földtani Intézet évkönyve. Budapest, 1925)
- Dobsina környékének földtani viszonyai (Budapest, 1935)
- A csingervölgyi bányászat múltja, jelene és jövője (a Magyar Királyi Földtani Intézet évkönyve 1933–1935. Budapest, 1936)
- A Bihar- és Béli-hegység földtani viszonyai (Budapest, 1939)